# 千羽づる
『千羽づる』（せんばづる）は、1989年制作の日本映画。
原爆の子の像のモデルとなった、広島への原爆投下による白血病で12歳で死去した佐々木禎子を描いた作品。手島悠介原作の児童文学『飛べ!千羽づる ヒロシマの少女 佐々木禎子さんの記録』（講談社・1982年刊）の映画化。神山征二郎監督。神山プロダクション第一回作品。

## あらすじ

原爆の子の像

昭和29年4月、広島。理髪店を営む佐々木健造・重子夫妻の娘で小学6年生竹組の禎子は活発で心優しくて友達も多く、楽しく暮らしていた。禎子は、山本明子たち学友と修学旅行、潮干狩り、林間学校と色々な行事を経験しながら季節は秋へと移り変わる。運動会で活躍する禎子だったが後日かかった風邪をこじらせ、リンパ腺が腫れてなかなか治らないため、重子に付き添われて近所の医者にかかる。
医者から原爆傷害調査委員会（ABCC）で検査を受けるよう勧められ、その結果禎子は白血病と判明し、余命数か月から1年と診断される。実は禎子は2歳の時の昭和20年8月6日、原爆投下の際に爆心地から2キロ離れた所で黒い雨を浴びていたのだった。医者から禎子の白血病との診断結果を知らされた重子と健造はショックを受けるが禎子には病名を告知せず、娘にできるだけのことをしようと決める。
両親から“リンパの病気”とだけ知らされた禎子は、廣島赤十字病院（日赤病院）の大部屋に入院して治療を受けることに。小学校の竹組では担任から禎子の入院が告げられ、明子たちは時々病院に見舞いに訪れて禎子との交流を続けていく。昭和30年4月、禎子は中学に上がるのを期に2人部屋に移り、年上の雨宮由紀子という少女と同部屋になる。由紀子から「千羽鶴を折れば病気が治る」と教えられた禎子は、回復を信じて毎日一生懸命に鶴を折り始める。
夏に千羽鶴を完成させた禎子は医者の許可を得て一時帰宅し、原爆投下からちょうど10年となる8月6日に健造、重子たちと原爆ドームに訪れて黙祷を捧げる。後日、退院する由紀子を見送る禎子だったが、直後に右足に痛みを感じると白血病によるあざができていた。その後も禎子は辛い病状にもめげずに2つ目の千羽鶴の完成を目指してさらに鶴を折り続けるが、病は徐々に彼女の体を蝕んでいく。
10月下旬、禎子の病室に泊まった重子は禎子と懐かしそうに思い出話をして過ごすが、翌朝娘は危篤状態となる。病室に健造や明子たち元学友が駆けつけた後、禎子は静かに息を引き取る。皆がその死を悲しむ中、重子は禎子が折った千羽鶴の一つの糸から数羽を外し、娘の形見として明子たち友達に渡していく。後日明子たちは、禎子を含めた原爆で亡くなった全ての子供たちの慰霊碑製作のための募金活動を街頭で行い、その後「原爆の子の像」が建立されるのだった。

## キャスト
佐々木重子
演 - 倍賞千恵子
夫婦で理髪店「佐々木理容院」を営む。1945年8月6日の原爆投下直後に禎子と共に広島市から逃げる際、放射性物質を含んだ黒い雨にうたれている。これまで2年に1度ABCCの定期検査を受けており、ある時「少し状態が良くない」との判断を受けて以降薬を服用している。1945年8月頃は、2歳だった禎子、4歳の息子・のりお（禎子の兄）、自身の母（禎子の祖母）と広島市楠木町の自宅で暮らしており、原爆投下により三次市近辺にある自身の実家に身を寄せた。その後禎子の妹・はるえ、禎子の弟・ひでおを出産した。
思いやりがありながらも落ち着いた性格で、禎子の病気判明後も娘のために気丈に振る舞う。金銭的なこともありこれまで重子に晴れ着を新調していなかったため、入院を前に新しい着物を自ら縫う。禎子が2人部屋に移ってからは、娘を寂しがらせないよう時々病室に泊まるようになる。
佐々木禎子
演 - 広瀬珠実
健造と重子の娘。廣島（広島）市立幟町小學校󠄁の小学6年生竹組所属。素直な性格で家族想いで、子供ながら両親がする店の仕事を気にかけており、放課後に掃除などを手伝っている。竹組では男女から好かれる人気者で、走るのが得意なため秋の運動会のクラス対抗リレーではアンカーを務める。これまで（1954年時点）に親戚を10人以上被爆により亡くしており、何度も法事を経験したことから自然と般若心経を覚えた。
1年半前に受けたABCCの検査では問題はなかったが、6年生の秋頃に受けた検査で白血病にかかっていることが判明する。翌年の2月に入院した後、見舞いに来た明子たちから贈られたこけしを、“竹組のみんな”と思って大事にする。日赤病院には4人部屋の201号室に入院し、窓際のベッドで寝起きしながら他の小学生女子の患者たちと過ごし始める。入院後も医者に許可をもらって小学校の竹組のお別れの会の劇を鑑賞する。その後二人部屋に転室する。
佐々木健造
演 - 前田吟
理容師として忙しく働いているが、知人の保証人として借金返済中で経済的にあまり余裕がない状態。1945年の原爆投下時は、兵として戦地に行っていたため広島市にはおらず被爆していない。禎子が診察を受けた病院の医師から、娘の白血病の診断を聞いてショックを受ける。男にしては少々気弱で涙もろい性格で、大きな物事を決める際に悩んでは妻に背中を押されて決断するなどやや頼りない所がある。禎子が病気になる前は、夫妻の他に2人ほどの理髪師も働いているが、1955年の夏前に引っ越しする際に彼らに辞めてもらった模様。
雨宮由紀子
演 - 田山真美子
日赤病院の入院患者で、禎子より2歳年上。二人部屋に1人で寝起きしていたところ、小学校卒業前後の禎子が空きベッドに移ってきて相部屋となる。結核で長期入院しているが、禎子と相部屋になった時点では回復期にある。入院直後と違って、最近は見舞いに来てくれる人が少ないため寂しさを感じている。二人部屋に移ってきた禎子のもとに、付き添いの母親（重子）が病室に泊まりに来たり、友達（明子たち元竹組の生徒）が見舞いに来るのを見て羨ましく思う。読書好きで、病室ではよく本を読んでいる。後日禎子に「鶴は長寿の鳥。鶴を千羽折ると病気が治るらしい」という話を教える。
山本明子
演 - 岩崎ひろみ
禎子の親友。快活な性格だが少々お転婆なところがある。山寺の林間学校では、幽霊のフリをして生徒たちを脅かそうとする渡辺を枕で叩いてやっつける。渡辺から禎子入院を聞いてからは、学友たちとお見舞いに訪れて努めて明るく振る舞って彼女を元気づける。小学校の学年末に開かれる、竹組のお別れの会の10人ほどの女子生徒による出し物の劇「お山はおおさわぎ」では、ミミズクの村長役を演じる。
田中澄子
演 - 渡辺美恵
禎子の親友。学校生活では、自身と禎子、明子、メガネをかけた背の高い女の子の4人で特に親しくしている。中学1年生になった後重子や明子たちと禎子の臨終に立会い、涙を流しながら原爆への怒りを口にする。
藤井医師
演 - 篠田三郎
日赤病院の医師で、禎子の主治医。改めて禎子を診察した後、重子に急性リンパ性白血病の症状などについて詳しく説明する。以後、時々禎子に採血検査をして白血球が増えているかなどを調べ、重子に禎子の病状などを伝える。
大関京子
演 - 石野真子
日赤病院の小児科看護師で、禎子など子供の入院患者の看護を担当。看護師の詰め所（今で言うナースステーション）での事務作業や、担当病室を巡回して患者の日々の様子をチェックしている。朗らかで思いやりのある性格で、小児科病棟の子どもたちに寄り添った看護をしている。ある日、名古屋の女子高生から「原爆症の患者さんに」と病院に贈られた折り鶴を、禎子たちに1人数羽ずつ渡す。その後痛みを訴える禎子の足に白血病の症状の一つであるあざができているのを見つける。
渡辺先生
演 - 安藤一夫
6年竹組の担任教師。喜怒哀楽の感情が豊かな性格で、男女ともに“がんぼたれ”が多い竹組の生徒たちに手を焼きながらも、禎子たちから慕われている。一軒家で妻と2人で暮らしている。小学校の春の運動会で6年生のクラス対抗リレーで竹組が最下位になったため、秋の運動会に向けて生徒たちに走り方やバトンパスの仕方を教える。後日竹組の生徒たちに禎子が入院することになったことを伝え、「禎子のために皆で何ができるか考えよう」と告げる。
和尚
演 - 殿山泰司
夏頃に禎子たちが林間学校で宿泊する山寺の和尚。竹組の生徒たちに「人は死んでもまた生まれ変わる」という輪廻の話や、「うちの寺では、夜になると火の玉や幽霊が出ると言われている」との話をする。また、林間学校の自由時間である夜に渡辺と囲碁を打つ。
赤城先生
演 - 相生千恵子
6年松組の担任教師。ベテラン教師で渡辺より一回りほど年上。作中では、竹組の女子生徒たちから「先生の胸は大きい」と評されている。渡辺先生との仲は悪くないが、修学旅行の宿で竹組女子生徒の部屋の前を通りかかり、渡辺や女子生徒が何やら騒々しくしていたため、自身の松組と比べて嫌味を言う。
由紀子の母
演 - 野口ふみえ
母子家庭で、生活のため外で働いている。1955年の夏頃に由紀子の見舞いに訪れ、同部屋の禎子に近々娘の退院を告げると共に、娘と親しくしてくれたお礼を述べる。
借金取り
演 - 樋浦勉
保証人である健造の自宅に訪れて金の返済を催促し、分割払いでもいいから返すよう告げる。
中学教師
演 - 平林尚三
1955年の中学1年生となった明子の学校の教師（担任かは不明）。ある日の自身の授業開始時に、明子ともう一人の生徒（元竹組）の姿がないため、他の生徒たちに2人の所在を尋ねる。
医師
演 - 田村高廣
秋に病院に訪れた小学6年生の禎子を診察する。重子に禎子がABCCの検査を受けているかを尋ね、前回の検査から期間が空いているため近日中に受けることを勧める。後日ABCCから病院に届いた禎子の検査結果を見ながら、佐々木夫妻に禎子が白血病にかかっていることを告知する。禎子がまだ12歳ということを考慮し、夫妻に禎子に本当の病名（白血病）や余命が1年であることを告知しない方がいいと告げる。
ナレーター - 日色ともゑ
禎子の死後から間もなく、明子たち元竹組の生徒たちによる「原爆症で亡くなった禎子の慰霊碑を建てよう」という募金運動が、後に「原爆の子の像」を建てる運動に繋がったことを語る。

## スタッフ
- 監督 - 神山征二郎
- 脚本 - 松田昭三、神山征二郎
- 原作 - 手島悠介 - 『飛べ！千羽づる』（講談社刊）
- 企画 - 滝元将
- 製作 - 野原嘉一郎、神山征二郎
- プロデューサー - 姜貞錫
- 撮影 - 南文憲
- 美術 - 春木章
- 音楽 - 針生正男
- 録音 - 菊地進平
- 照明 - 小山勲
- 編集 - 近藤光雄
- 助監督 - 神山魁三
- スチール - 島家春
- 主題歌 - 「千羽づる」 歌：石野真子、作詞：神山魁三、作曲：針生正男、編曲：橋本昌司